# Бејкер Мејфилд
Бејкер Реган Мејфилд (енгл. Baker Reagan Mayfield; Остин, 14. април 1995) професионални је играч америчког фудбала који тренутно игра у НФЛ лиги на позицији квотербека за екипу Кливленд браунса.